# Dylan Haegens
 (février 2019).
 (février 2019).
Dylan Haegens, né le 23 octobre 1992 à Venray,, est un acteur, réalisateur, scénariste, blogueur et vidéaste néerlandais.

## Carrière
Autre que son travail de cinéaste, il exerce également le métier vidéaste, il lance sa chaîne Youtube, intitulée Dylanhaegens en 2010. En décembre 2014, elle avait touché plus de 250 000 abonnés[réf. nécessaire].

## Filmographie

### Acteur

#### Cinéma et téléfilms
- 2011 : Razend (nl) : Le camarade de classe
- 2012 : Love Serum & Apocalypse : Lars
- 2012 : Kansloos : Geertje
- 2014 : Guys Night : Herman
- 2015 : Bob l'éponge, le film : Un héros sort de l'eau : Mouette (Voix)
- 2015-2019 : Cliffhanger : Lui-même
- 2018 : De Film van Dylan Haegens (nl) : Dylan Haegens
- 2018 : Astérix : Le Secret de la potion magique : Teleferix (Voix)
- 2018-2019 : Top 10 : Lui-même
- 2019 : La Grande Aventure Lego 2 : Aquaman (Voix)

### Réalisateur et scénariste
- 2015-2019 : Cliffhanger
- 2018 : De Film van Dylan Haegens (nl)
- 2018-2019 : Top 10